# Artibeus toltecus
Artibeus toltecus es una especie de murciélago de la familia Phyllostomidae.

## Distribución geográfica
Se encuentra en Belice, Colombia, Costa Rica, Ecuador, El Salvador, Guatemala, Honduras, México , Nicaragua y Panamá.